# Копняк

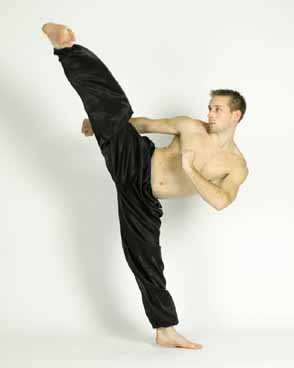
Копняк

Копня́к, також уда́р ного́ю — імпульсний маховий, обертальний чи зворотно-поступальний направлений рух ногою, метою якого є досягнення зміни фізичного стану об'єкта чи суб'єкта. В спорті удар ногою може мати різний характер і використовуватись для: 1) завдання фізичної шкоди (спортивні єдиноборства), 2) завдання певного прискорення (спортивні ігри). В бойових мистецтвах удар ногою — це комплексне поняття, що позначає сукупність наступальних дій ударного характеру, які людина здатна виконувати ногами. Ударний потенціал ніг значно перевершує аналогічний потенціал рук, але виконання ударів ногами потребує великих енерговитрат.

## Головні принципи ударної техніки ніг
Складові частини вдалого удару ногою — це рівновага, швидкість, точність і сила. Удар ногою повинен виконуватись з відчуттям повної рівноваги тіла, з максимальною швидкістю і точністю, а також з використанням найсильніших груп м'язів і вкладанням маси тіла в удар.

## Основні типи ударів ногами

Прямий удар стопою в стрибку.

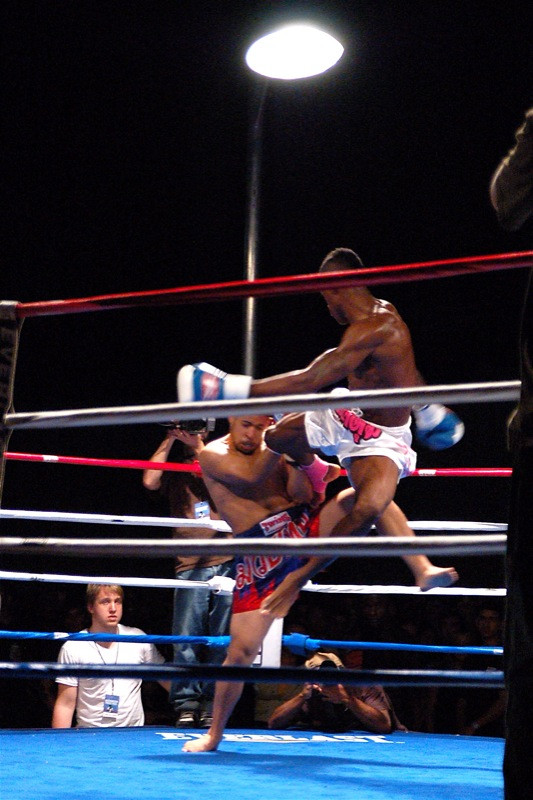
Мідл-кік в стрибку.

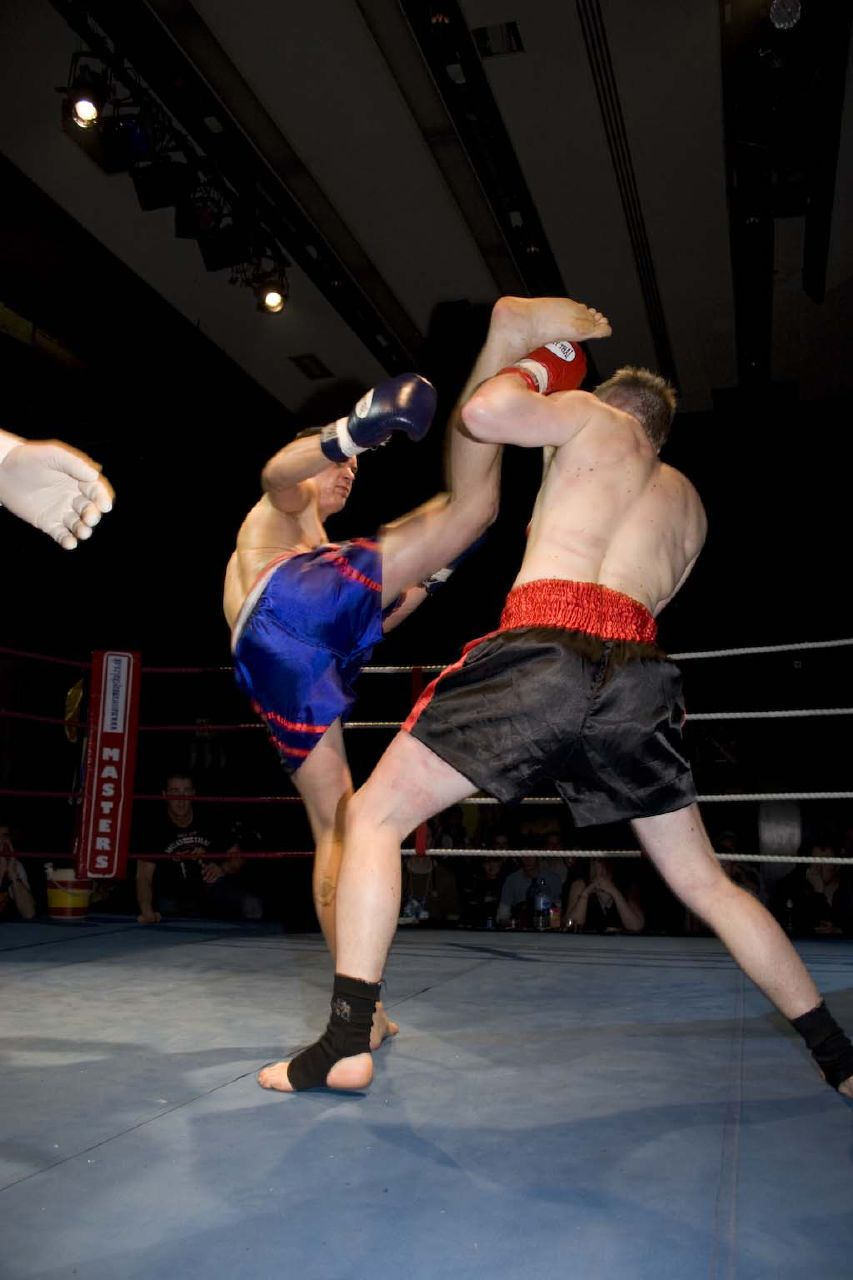
Блокування кругового хай-кіка.

За зоною ураження удари ногами поділяються на:
- лоу-кіки
- мідл-кіки
- хай-кіки

За ударною поверхнею удари ногами поділяються на:
- удари стопою

- удари носком
- удари п'ятою
- удари ребром стопи
- удари підйомом стопи

- удари гомілкою

- удари фронтальною частиною гомілки
- удари тильною частиною гомілки

- удари коліном

За способом виконання удари ногами поділяються на:
- прямі удари
- бокові удари
- кругові удари
- діагональні удари
- гакові удари
- задні удари

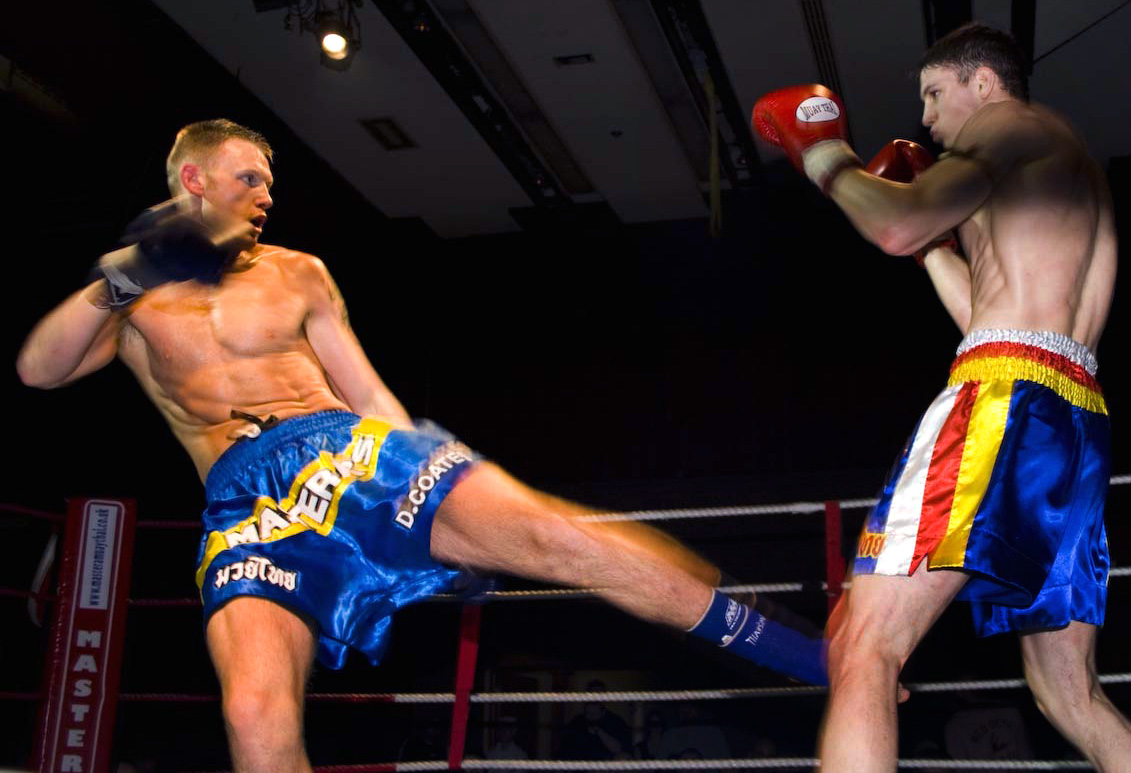
Круговий лоу-кік.

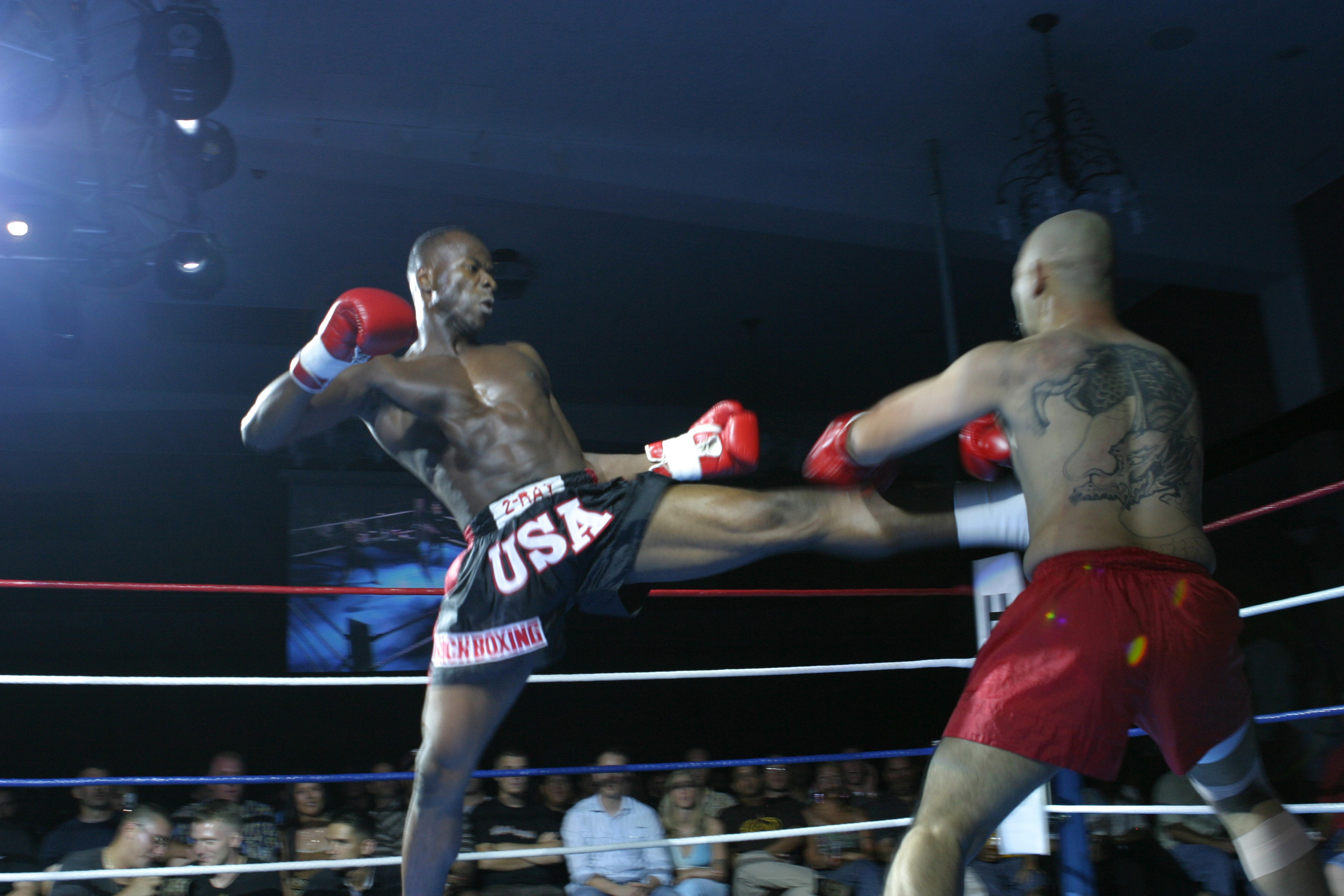
Круговий мідл-кік.

За динамікою виконання удари ногами поділяються на:
- удари з місця
- удари з розвороту
- удари в стрибку

Деякі види єдиноборств передбачають використання лише частини наведених технік, деякі використовують всі. Окрім наведених основних типів ударів ногами існує також велика кількість специфічних видів обернених і обертовових ударів зі складними векторами руху, ударів з використанням альтернативних ударних поверхонь тощо.